# Национално знаме на Сомалия
Националното знаме на Сомалия представлява светло синьо правоъгълно платнище с бяла петолъчна звезда в средата и с отношение ширина към дължина 2:3.
Знамето е прието на 12 октомври 1954 г. по проект на Мохамед Авале Либан – представител на работническия съюз във временния съвет за управление на страната. Интересното е, че знамето е прието няколко години преди Сомалия да получи формална независимост на 1 юни 1960 г. от Италия и Великобритания. За първи път знамето е използвано официално на 26 юни 1960, няколко седмици след обявяване на независимост.
Знамето на Сомалия е изработено по модел на това на Обединените нации. Синият цвят е приет в чест на ООН, които помагат страната да получи независимост. Бялата петолъчна звезда е символ на мира и обединението и петте региона, населени от сомалийци: Британска Сомалия, Италианска Сомалия, Джибути (Френска Сомалия), Огаден и Североизточна Кения.